# 19183 Amati
19183 Amati (1991 TB5) là một tiểu hành tinh vành đai chính được phát hiện ngày 5 tháng 10 năm 1991 bởi F. Borngen và L. D. Schmadel ở Tautenburg.